# 渡辺浩 (政治学者)
渡辺 浩（わたなべ ひろし、1946年 - ）は、日本の政治学者。法政大学名誉教授、東京大学名誉教授、日本学士院会員。専門は日本政治思想史、アジア政治思想史。丸山眞男に師事。

## 略歴
横浜市生まれ。1969年、東京大学法学部第3類（政治コース）卒業。東京大学法学部助手、同助教授を経て、1983年より東京大学教授。同じ丸山眞男門下の松本三之介の後任として日本政治思想史講座を担当する。東京大学理事副学長、日本政治学会理事長などを経て、2010年、法政大学法学部教授。2017年定年、法政大学名誉教授。同年、日本学士院会員に選ばれる。

## 著書

### 単著
- 『近世日本社会と宋学』（東京大学出版会、1985年、増補新装版2010年）
- 『政治思想2　近世日本政治思想』（放送大学、1985年）
- 『東アジアの王権と思想』（東京大学出版会、1997年、増補新装版2016年）
- 『日本政治思想史――十七〜十九世紀』（東京大学出版会、2010年）
- 『明治革命・性・文明――政治思想史の冒険』（東京大学出版会、2021年6月）
- 『日本思想史と現在』（筑摩書房〈筑摩選書〉、2024年1月）

### 共編著
- （朴忠錫）『日韓共同研究叢書（3）国家理念と対外認識 17-19世紀』（慶應義塾大学出版会、2005年）
- （朴忠錫）『日韓共同研究叢書（11）韓国・日本・「西洋」――その交錯と思想変容』（慶應義塾大学出版会、2005年）
- （朴忠錫）『日韓共同研究叢書（16）「文明」「開化」「平和」――日本と韓国』（慶應義塾大学出版会、2006年）